# Benedikt Edler von Emmert

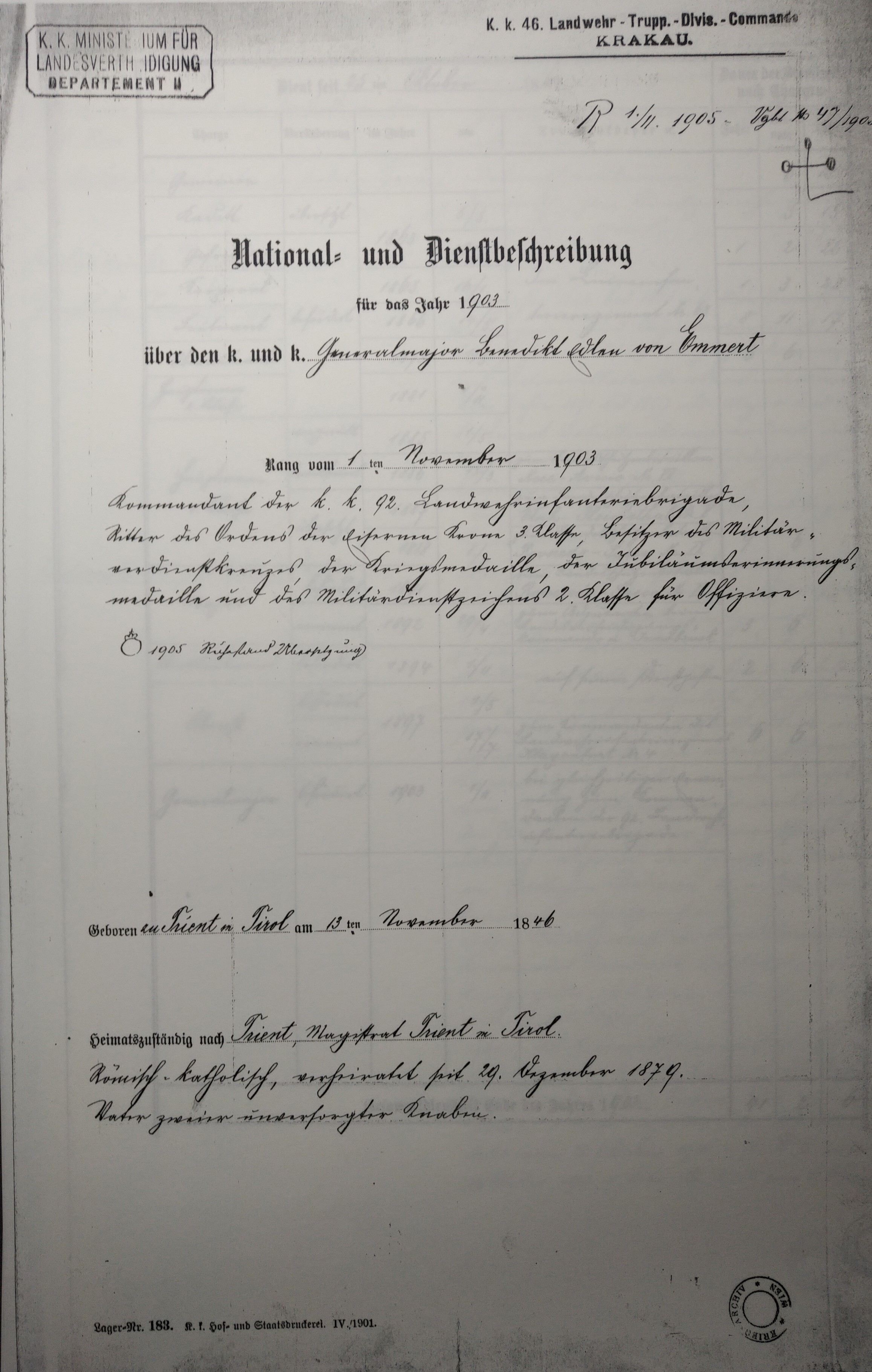
Dokument z vídeňského archivu z roku 1903: jmenování generálmajorem.

Benedikt Edler von Emmert (13. listopadu 1846 Trento – 1. listopadu 1917 Liezen) byl rakousko-uherský generál.

## Život
Benedikt Edler von Emmert pocházel z rodiny původem z bavorského města Furth im Wald, která přesídlila do Rakouska kolem roku 1830. Dne 25. října 1862 vstoupil jako patnáctiletý mladík do rakouské armády. O čtyři roky později se společně se svým o dva roky starším bratrem Celestinem zúčastnil bitvy u Custozy (dne 24. června 1866). Svůj profesní život strávil u císařské armády jako kariérní důstojník. Procházel různými působišti na území tehdejšího Rakouska-Uherska (Lublaň, Innsbruck, Krakov a další), během něhož byl postupně povyšován. 1. listopadu 1903 byl krátce před svými 57. narozeninami povýšen do hodnosti generálmajora a 4. října 1908 do hodnosti polního podmaršála. První světové války se nezúčastnil. Ještě před jejím vypuknutím byl penzionován. V průběhu války zemřel. Jeho bratr Celestino se po bitvě u Custozy trvale usadil ve městě Arco. Zastával státní úřad odpovědný za péči o vojenské veterány v Tyrolsku.        